# Linariopsis
Linariopsis é um género botânico pertencente à família Pedaliaceae.

## Espécies
- Linariopsis chevalieri
- Linariopsis prostrata